# Jay and Silent Bob Strike Back
Jay and Silent Bob Strike Back és una pel·lícula de comèdia satírica de col·legues estatunidenca del 2001 escrita, coeditada i dirigida. per Kevin Smith i produïda i coeditada per Scott Mosier. La pel·lícula és la cinquena ambientació del View Askewniverse, una col·lecció creixent de personatges i escenaris que es va desenvolupar a partir del favorit de culte de Smith Clerks. És protagonitzada per Jason Mewes i Smith, respectivament, com els dos personatges homònims. La pel·lícula també és protagonitzada per Shannon Elizabeth, Jason Lee, Ben Affleck, Matt Damon, Will Ferrell, Eliza Dushku, Ali Larter i Chris Rock, entre molts altres, la majoria dels quals en cameos. El títol i el logotip de Jay and Silent Bob Strike Back són referències directes a The Empire Strikes Back.
Originalment pensada per ser l'última pel·lícula ambientada a l'Askewniverse, o per presentar a Jay i Silent Bob, Strike Back inclou molts personatges de les anteriors pel·lícules d'Askew, alguns amb doble paper i/o repetint papers de les anteriors quatre entrades. La pel·lícula va ser un èxit comercial menor, va recaptar 33,8 milions de dòlars a tot el món amb un pressupost de 22 milions de dòlars, i va rebre ressenyes diverses de la crítica.
Smith va anunciar el febrer de 2017 que estava escrivint una seqüela anomenada Jay and Silent Bob Reboot i va començar a filmar el febrer de 2019 i es va estrenar el 15 d'octubre d'aquell mateix any. De febrer a juny de 2019, Smith, a més, va readaptar la trama de la pel·lícula al personatge de Mindy McCready / Hit-Girl a la rellançada sèrie de llibres de comics Image, titulada Hit-Girl: The Golden Rage of Hollywood, amb Dave Lizewski ocupant el paper de Banky Edwards.

## Argument
Dante Hicks i Randal Graves (Clerks) van posar una ordre d'allunyament a Jay i Silent Bob, finalment farts amb el seu tràfic de drogues fora de Quick Stop i RST Video després que el duet expliqués a un parell d'adolescents que Dante i Randal es van casar en un casament temàtic de Star Wars. No es poden apropar més de 100 peus de cap de les botigues durant almenys un any, Jay i Silent Bob visiten Brodie Bruce (Mallrats) a la seva botiga de còmics on s'assabenten que Miramax Films està adaptant Bluntman and Chronic, el còmic basat en les seves semblances.
La parella visita Holden McNeil (Perseguint l'Amy), co-creador i coguionista de Bluntman and Chronic, i li demanen que els doni els drets d'autor de la pel·lícula, però Holden explica que va vendre la meitat dels drets al cocreador i artista Banky Edwards. Veient la recepció negativa de la pel·lícula en línia, la parella va marxar cap a Hollywood per evitar que la pel·lícula contamini la seva imatge, o almenys per rebre els drets d'autor que se'ls deuen.
En el camí, es fan amics d'un grup d'alliberament animal: Justice, Sissy, Missy, Chrissy i Brent. L'organització és un front; Brent és un passarell, que alliberarà animals d'un laboratori com a diversió mentre les noies roben un dipòsit de diamants. En Jay llança en Brent de la furgoneta per apropar-se a Justice, per qui se sent atret. A Justice li agrada la parella, però els accepta de mala gana com a nous passarells.
Mentre les noies roben els diamants, Jay i Silent Bob alliberen els animals, robant una orangutà anomenada Suzanne. S'escapa quan arriba la policia i la furgoneta explota, creient que les noies han mort.
El Federal Wildlife Marshal Willenholly (el nom del qual prové dels personatges de Land of the Lost ) arriba a l'escena del crim; aliè al robatori de diamants, reclama jurisdicció a causa dels animals fugits, tots els quals han estat recuperats menys l'orangutà.
Els agents troben imatges d'un vídeo gravat per Sissy on Jay afirma ser "el comandant del clítoris", amb la literatura que l'acompanya que "Clit" és l'acrònim de "Coalition for the Liberation of Itinerant Tree-Dwellers". En una entrevista amb Reg Hartner a la televisió, Willenholly declara el crim un acte de terrorisme i demana suport per caçar "els dos homes més perillosos del planeta".
Amagats dins d'un menjador, la parella vesteix la Suzanne com una nena i fa veure que és una parella gai, amb la Suzanne com a filla. Willenholly, que no vol enfrontar-se a les repercussions polítiques d'"arrestar una parella gai", els deixa marxar, però ràpidament ho agafa i reprèn la persecució. La parella salta a un sistema de clavegueram i Willenholly és enganyat perquè salti d'una presa.
Suzanne és segrestada per una agència d'actuació d'animals de Hollywood anomenada "Critters of Hollywood". Jay lamenta que no tornaran a veure mai més a Suzanne, només per tenir Silent Bob enfadat i, en veu alta, explicar que el cartell del cotxe (també titllant Jay d’idiota per no entendre el que gesticulava Silent Bob just després del robatori de Suzanne) indicava que probablement es trobaran amb Suzanne a Hollywood. Aleshores, el duet fa un passeig i arriba a Hollywood. Quan arriben al solar de Miramax, es troben al fons d'un E! News amb Steve Kmetko i Jules Asner sobre l'amenaça en línia que el duet va enviar a l'estudi anteriorment a la pel·lícula. Veient les notícies, Justice es dirigeix a Hollywood per arreglar les coses, s'emporta els diamants amb ella, amb Willenholly a prop.
Perseguit pel guàrdia de seguretat de l'estudi Gordon a través del lot de Miramax i diversos decorats de pel·lícules, inclòs Good Will Hunting 2: Hunting Season, i recuperant Suzanne del conjunt de Scream 4, Jay i Silent Bob acaben al vestidor de Jason Biggs i James Van Der Beek, els actors que interpreten a Bluntman i Chronic respectivament a la pel·lícula. La Suzanne colpeja els actors, noquejant-los, i Jay i Silent Bob assumeixen els papers, mentre que Van Der Beek i Biggs són arrestats després de confondre'ls amb el duet.
Coneixent al director racista de la pel·lícula, Chaka Luther King, que els confon amb els dobles d'acrobàcies de Biggs i Van Der Beek, Jay i Silent Bob són escortats al plató i obligats a lluitar contra Mark Hamill, interpretant el supervilà de la pel·lícula Cocknocker (una combinació dels papers d'Hamill com The Joker, The Trickster i Luke Skywalker) en una batalla semblant a Star Wars. Willenholly, armat amb una escopeta, arriba per capturar la parella, però Justice els protegeix, admetent que l'organització CLIT només era una diversió.
Arriben els altres lladres i es produeix una lluita de trets. Jay i Silent Bob localitzen Banky i demanen els seus diners de la regalia. Banky al principi es nega a causa de la gran quantitat de diners que Miramax li va pagar per la pel·lícula. Aleshores, Silent Bob informa a Banky que va violar el seu contracte original de drets de semblança en no obtenir el seu permís per a la pel·lícula abans de vendre els drets cinematogràfics de Bluntman i Chronic a Miramax i, per tant, podria enfrontar-se a greus problemes legals si no compleix les seves demandes. Banky finalment frena i accepta donar al duet la meitat del que fa de la pel·lícula. Aleshores, Justice es lliura a ella i al seu antic equip a Willenholly a canvi d'una condemna més curta i allibera en Jay i Silent Bob.
Mentre esperen que caduqui l'ordre de restricció Quick Stop, Jay i Silent Bob gasten els seus diners de la regalia llogant tots els que expressen opinions negatives a Internet sobre la pel·lícula i els seus personatges, inclosos nens i membres del clergat, i viatgen per assetjar-los. L'escena arriba al teatre El Rey d'on surt un munt de persones, com Dante, Randal, Banky, Steve-Dave Pulski, Walt "The Fanboy" Grover, Willam Black, Hooper LaMonte i les germanes Alyssa i Tricia Jones, després de veure la pel·lícula Bluntman i Chronic, amb mala recepció. Jay i Silent Bob, acompanyats per Justice i Willenholly (ara agent de l'FBI), creuen el carrer per gaudir de la festa posterior, amb una actuació de Morris Day i The Time.
Després dels crèdits, Déu (Dogma) tanca el llibre View Askewniverse.

## Repartiment
- Jason Mewes com a Jay/Chronic
- Kevin Smith com a Silent Bob/Bluntman
- Ben Affleck com ell mateix / Holden McNeil / Chuckie Sullivan / veu d'Echo Base (Guard Over Radio)
- Jason Lee com a Brodie Bruce / Banky Edwards
- Shannon Elizabeth com a Justice
- Eliza Dushku com a Sissy
- Ali Larter com a Chrissy
- Jennifer Schwalbach com a Missy
- Will Ferrell com a Willenholly
- Matt Damon com ell mateix / Will Hunting
- Brian Christopher O'Happelloran com a Dante Hicks
- Jeff Anderson com a Randal Graves
- Judd Nelson com a xèrif
- George Carlin com a autoestopista
- Carrie Fisher com a monja
- Seann William Scott com a Brent
- Jon Stewart com a Reg Hartner
- Tracy Morgan com Pumpkin Escobar
- Chris Rock com Chaka Luther King
- Jamie Kennedy com a ajudant de producció de Chaka
- Mark Hamill com ell mateix / Cocknocker / veu de Scooby-Doo
- Marc Blucas com a Fred semblant
- Matthew James com a semblant a Shaggy
- Jane Silvia com a Velma semblant
- Carmen Llywelyn com a Daphne semblant
- Diedrich Bader com a Gordon, el guàrdia de seguretat de Miramax
- Bryan Johnson com a Steve-Dave Pulski
- Walter Flanagan com a Walter "The Fanboy" Grover
- Scott Mosier com a Willam Black / Good Will Hunting 2 assistent de direcció
- Renee Humphrey com a Tricia Jones
- Joey Lauren Adams com Alyssa Jones
- Dwight Ewell com a Hooper LaMont/Hooper
- Scott William Winters com ell mateix / Clark
- William B. Davis (cameo sense acreditar) com a The Smoking Man
- Joe Quesada (cameo sense acreditar) com a repartidor de pizza
- Alanis Morissette (cameo) com a Déu

A més, Wes Craven, Jules Asner, Steve Kmetko, Gus Van Sant, Jason Biggs, James Van Der Beek, Shannen Doherty i Morris Day apareixen com ells mateixos.

## Producció
L'argument de la pel·lícula es va inspirar molt en Chasing Dogma, una minisèrie de còmics que Smith va escriure el 1998 i el 1999 per explorar els esdeveniments que van passar a l'Askewniverse entre Perseguint l'Amy i Dogma.
La pel·lícula es va titular originalment View Askew 5 i el títol es va canviar a Jay and Silent Bob Strike Back. El rodatge va començar el 14 de gener de 2001 i va acabar el 19 d'abril de 2001. El rodatge va tenir lloc a Nova Jersey, i sobretot a Califòrnia.
Al seu podcast Jay & Silent Bob Get Old, Kevin Smith va explicar extensament sobre el "mal de cap" que havia de fer la pel·lícula, sobretot a causa de Jason Mewes L'abús de drogues i alcohol el va convertir en una "bomba de rellotgeria", que amenaçava amb tancar el projecte en qualsevol moment. Durant la preproducció, Mewes tindria canvis d'humor constants a causa de la retirada d'heroïna, fins al punt que Smith el va llençar del cotxe un dia de camí al plató. Mewes compensaria la seva manca de drogues bevent molt després de cada dia de rodatge i gairebé es va barallar a cops amb el productor Scott Mosier quan va haver de tornar una nit per tornar a rodar mentre estava borratxo. Quan es va acabar el rodatge, Smith va dir a Mewes que es o posava sobri o no li tornaria a parlar mai més.

## Estrena

### Taquilla
Jay and Silent Bob Strike Back va recaptar 30,1 milions de dòlars als Estats Units i Canadà, i 3,7 milions a altres territoris, per un total mundial de 33,8 milions de dòlars, enfront d'un pressupost de producció de 22 milions de dòlars.
La pel·lícula va recaptar 11 milions de dòlars el cap de setmana d'obertura, i va quedar tercera a taquilla darrere d'altres dues seqüeles de comèdia, American Pie 2 (12,5 milions de dòlars) i Rush Hour 2 (11,6 milions de dòlars).

### Recepció crítica
A l'agregador de ressenyes Rotten Tomatoes, la pel·lícula té una puntuació d'aprovació del 52% basada en 151 crítiques, amb una puntuació mitjana de 5,60/10. El consens crític del lloc diu: "Els fans poden esperar una bona rialla mentre el repartiment de les pel·lícules anteriors de Smith es reuneix per a l'última reverència de Jay i Silent Bob. Tanmateix, la trama fluixa i el llenguatge cru pot ser considerat excessiu per als altres." A Metacritic la pel·lícula té una puntuació mitjana ponderada de 51 sobre 100, basada en 31 crítiques, que indica "crítiques mixtes o mitjanes". Els públics enquestats per CinemaScore van donar a la pel·lícula una nota mitjana de "B+" en una escala d'A+ a F.
Roger Ebert va donar a la pel·lícula 3 de 4 estrelles, escrivint que "si t'agradarà 'Jay and Silent Bob' depèn de qui siguis... Les pel·lícules de Kevin Smith estan fetes específicament per a tu, o bé específicament no fetes per a tu". Adam Smith d'Empire va donar a la pel·lícula 3/5 estrelles, escrivint que "[quan és bona, és molt, molt bona, però quan és dolenta és ofensiva", i va assenyalar que "la proporció d'èxit/fallida és realment només uns 50/50". Scott Tobias de The A.V. Club a escriure que "fins i tot en uns escassos 95 minuts, Jay And Silent Bob permet que les escenes inicialment divertides es transformin en monòlegs llargs i digressions ximples", i Elvis Mitchell de The New York Times va anomenar la pel·lícula "[potser] és la millor pel·lícula mai feta per a nois de 14 anys. El Sr. Smith pot haver assolit el seu objectiu, però va apuntar molt baix." A l'agost de 2001 , Mike Schulz de River Cities' Reader va escriure que, "per a rialles pures, tant sense sentit com increïblement intel·ligents, res des de Waiting for Guffman de 1997 fins i tot no s'ha comparat."

### Mitjans domèstics
Jay and Silent Bob Strike Back es va publicar en VHS i en un DVD de dos discs a la Dimension Collector's Series el 26 de febrer de 2002, presentat en la seva proporció d'aspecte de pantalla panoràmica original de 2,39:1. Entre les característiques addicionals del DVD hi ha un comentari d'àudio de Smith, Mosier i Mewes, 42 escenes suprimides, ampliades i alternatives, vídeos musicals per a Kick Some Ass de Stroke 9 i Because I Got High d’Afroman, storyboards, un rodet de gag, un especial entre bastidors, galeries fixes, filmografies de repartiments i equips i anuncis de televisió. El 19 de setembre de 2006 es va estrenar una versió Blu-ray de la pel·lícula amb totes les característiques del DVD.

## Banda sonora
Music from the Dimension Motion Picture: Jay and Silent Bob Strike Back, la banda sonora de la pel·lícula, va ser llançada el 14 d'agost de 2001 per Universal Records. Varese Sarabande va publicar la partitura original de James L. Venable. Alterna diàlegs cinematogràfics amb cançons de diversos gèneres que apareixen a la pel·lícula. Presenta l'èxit de l'Afroman del 2001, "Because I Got High", el vídeo musical del qual presentava els personatges Jay i Silent Bob. 'Tube Of Wonderful' es va utilitzar anteriorment com a tema principal de la pel·lícula de Smith de 1997 Perseguint l'Amy.
1. Interlude: Cue Music per Jason Lee (com aBrodie Bruce) – 0:03
2. "Jay's Rap 2001" per Jason Mewes (com aJay) – 0:32
3. "Kick Some Ass" per Stroke 9 – 4:05
4. Holden on Affleck per Ben Affleck com a Holden McNeil – 0:28
5. "Tube of Wonderful" per Dave Pirner – 1:45
6. Cyber Savvy per Ben Affleck i Jason Mewes (com a Holden and Jay) – 0:07
7. "Choked Up" per Minibar – 2:58
8. Doobie Snacks per Jason Mewes (com a Jay) – 0:08
9. "Magic Carpet Ride" per Steppenwolf – 2:43
10. Jay & Justice per Shannon Elizabeth i Jason Mewes (com a Justice i Jay) – 0:11
11. "Bad Medicine" per Bon Jovi – 3:55
12. Stealing Monkeys – 0:08
13. "This Is Love" per PJ Harvey – 3:45
14. Advice from Above – 0:23
15. "The Devil's Song" per Marcy Playground – 2:52
16. Idiots vs. The Internet – 0:06
17. "Tougher Than Leather" per Run-D.M.C. – 4:23
18. Willenholly's Woe per Will Ferrell (com a Willenholly) – 0:09
19. "Bullets" per Bob Schneider – 4:22
20. Touching a Brother's Heart per Jason Mewes i Tracy Morgan (com a Jay i Pumpkin Escobar) – 0:23
21. "Hiphopper" per Thomas Rusiak amb Teddybears STHLM – 4:46
22. Two Thumbs Up per Chris Rock (com a Chaka Luther King) – 0:07
23. "Jackass" per Bloodhound Gang – 2:26
24. A Smooth Pimp and a Man Servant per Jason Mewes (com a Jay) – 0:16
25. "Jungle Love" (Live) per Morris Day and The Time – 3:03
26. NWP per Chris Rock (com a Chaka Luther King) – 0:14
27. "Because I Got High" per Afroman – 3:18 (amb cançó oculta)

## Valoració MPAA i controvèrsia GLAAD
L'agost de 2001, tres setmanes abans de l'estrena, la pel·lícula va ser criticada per l'Aliança Gay i Lesbiana contra la Difamació (GLAAD), per un presumpte to "aclaparadorament homòfob", que incloïa una gran quantitat d'acudits sobre gais i personatges que utilitzaven excessivament el terme "gai" per significar quelcom despectiu. Les escenes considerades especialment ofensives incloïen la negativa vehement de Jay a fer sexe oral a un conductor quan feia autostop, i Jay castigant a Silent Bob per estar disposat a fer-li una felació per aconseguir que el guàrdia de seguretat els deixés marxar. Després d'una projecció anticipada de la pel·lícula, l'antic director de mitjans de GLAAD Scott Seomin va demanar a Smith que fes una donació de 10.000 dòlars a la Matthew Shepard Foundation, així com que inclogués una referència a la causa de GLAAD als crèdits finals. Ebert va respondre a aquesta controvèrsia escrivint: "GLAAD hauria de donar crèdit al públic per tenir la intel·ligència suficient per conèixer la diferència entre la sàtira i el fanatisme."
Al DVD de bonus, Smith explica a les introduccions a la càmera de les escenes suprimides que es van haver de tallar diverses escenes de l'estrena a les sales, a causa que la pel·lícula va rebre inicialment una classificació NC-17 de la MPAA. També esmenta al comentari d'àudio del llargmetratge que van necessitar tres enviaments a la MPAA perquè la pel·lícula finalment obtingués una qualificació R.